# Montfaucon, Schweiz
Montfaucon är en ort och kommun i distriktet Franches-Montagnes i kantonen Jura, Schweiz. Kommunen har 566 invånare (2023).
Den 1 januari 2009 inkorporerades kommunen Montfaveriger med 38 invånare.